# 利比拉
利比拉，圣经中的一个军事要地，其名意为“肥沃土地”、“征战止息”、“丰收”。其地位于哈马以南、大马色西北，适合屯兵，进可攻退可守。其旧址在黎巴嫩巴勒贝克东北100多里。有奥朗特河水源、黎巴嫩的森林，还有伯拉河以西的沃土。南面有峻嶺，可作屏障。
《圣经》记载犹大第17代国王约哈斯继位仅3月，作恶多端。埃及王法老尼哥将其囚禁在利比拉，并罚没他大量金银。约哈斯最后死于埃及。犹大的第19代国王约雅斤被巴比伦王掳走，西底家成为犹大新王。然而西底家背叛了巴比伦王尼布甲尼撒，后者围攻耶路撒冷，捕获了落荒而逃的西底家。西底家被带到利比拉，他的儿子们被当面杀死，他的眼睛也被挖去。西底家被押往巴比伦，犹大王国覆灭。
另有一处利比拉，在黑门山附近。位于耶和华为以色列人划定的东界。